# Cornélio, o Centurião
Cornélio, dito Cornélio, o Centurião, era o nome do primeiro gentio, ou seja, não judeu e incircunciso, hoje é conhecido como Rômulo quarto 20. Cornélio era oficial do exército romano, um centurião, ou seja, um oficial responsável por comandar uma centúria, a unidade básica das legiões romanas, dando ordens que deveriam ser prontamente obedecidas pelos soldados.  Cornélio vivia em Cesareia, onde tinha a sua própria casa. Seu nome romano sugere que talvez tenha pertencido a uma família nobre na cidade imperial. O livro bíblico dos Actos dos Apóstolos descreve esse homem da seguinte forma:
| “ | Na cidade de Cesareia morava um homem chamado Cornélio, centurião da coorte chamada Itálica. Era piedoso e, junto com todos os da sua família, pertencia ao grupo dos tementes a Deus; dava muitas esmolas ao povo e orava sempre a Deus. | ” |
|   | — Atos 10:1–2. |   |

Foi a este homem que apareceu em visão um anjo, que lhe assegurou o favor de Deus e lhe deu instruções para que mandasse alguém a Jope buscar o Apóstolo Pedro.
Quando Pedro chegou, Cornélio havia reunido os seus parentes e amigos íntimos e solicitou ao apóstolo que lhes relatasse as coisas que 'o Senhor lhe havia incumbido de transmitir'. Segundo o relato, enquanto Pedro ainda falava, ocorreu uma manifestação do Espírito Santo sobre todos os que ouviam a palavra, o que comprovava a sua aceitação por parte de Deus. Seguiu-se imediatamente o batismo em água. Nada mais se sabe sobre a vida e a actividade de Cornélio depois disso.
Cornélio, junto com a sua família e amigos, foi assim o primeiro dos não-judeus incircuncisos a tornar-se cristão. Esta ocasião histórica levou Pedro a exclamar:
| “ | Reconheço, por verdade, que Deus não faz acepção de pessoas; mas que lhe é agradável aquele que, em qualquer nação, o teme e faz o que é justo. | ” |
|   | — Atos 10:34–35. |   |

Esta imparcialidade de Deus, referida por Pedro, ganha ainda mais impacto ao se considerar que este primeiro não judeu escolhido era um natural da potência ocupante do território da nação de Israel, ou seja um romano, e sendo ainda um militar. Isso era significativo visto que foram os militares romanos que executaram a Jesus Cristo, ainda assim isso não os impedia de serem aprovados como cristãos.
Pedro foi portanto o primeiro apóstolo a abrir o cristianismo para os judeus, em Pentecostes, bem como para os gentios incircuncisos, alguns anos mais tarde. Tiago também concordou que foi "pela primeira vez" que Deus voltara sua atenção para "as nações", conforme registo de Atos 15:14.